# Ergebnisse der Kommunalwahlen in Schenefeld (Kreis Pinneberg)
In den folgenden Tabellen werden die Ergebnisse der Kommunalwahlen in Schenefeld (Kreis Pinneberg) aufgelistet.

## Geschichte
Die erste Gemeindevertretung wurde nach den Regularien des am 11. August 1875 verabschiedeten Ortstatutes gewählt, welche die bisherige Versammlung aller stimmberechtigten Gemeindemitglieder – in Schenefeld damals 50 von 724 Einwohnern – ersetzte.
Neben dem Besitzer des Hofes Friedrichshulde, der automatisch als ständiges Mitglied der Gemeindevertretung angehörte, wurden die Wahlberechtigten nach den von ihnen entrichteten Staatssteuern in drei Abteilungen (meist inkorrekt als Klassen bezeichnet) eingeteilt und wählten weitere 6 (je 2 pro Abteilung) Gemeindeverordnete.

Das Ergebnis der ersten Wahl ist nicht mehr zu rekonstruieren. Erst ab 1893 sind die Wahlergebnisse bruchstückhaft überliefert.
Am 10. Mai 1893 wurde das Statut geändert, so dass die Gemeindevertretung nun aus dem Gemeindevorsteher und seinem Stellvertreter sowie 9 weiteren (je 3 pro Abteilung) Mitgliedern bestand.
Am 31. März 1911 trat zum ersten Mal mit einem Mitglied der SPD der Vertreter einer Partei zur Wahl um ein Mandat in der Gemeindevertretung an.
Mit dem Ende des Kaiserreichs und der Ausrufung der Republik 1918 änderte sich auch das Wahlrecht grundlegend.

Die Mitglieder der Gemeindevertretung wurden nun in allgemeiner, unmittelbarer, freier, gleicher und geheimer Wahl nach den Grundsätzen der Verhältniswahl gewählt. Auch Frauen und Soldaten erhielten das Wahlrecht. Die Wahl von Personen wurde durch die Abstimmung für eine Parteiliste ersetzt.
Am 4. Februar 1933 ordnete Hermann Göring als kommissarischer preußischer Innenminister die zwangsweise Auflösung sämtlicher Gemeindevertretungen Preußens zum 8. Februar an und ordnete Neuwahlen für den 12. März an. Gleichzeitig wurden Gemeindeorgane reichsweit unter Gewaltandrohung aufgelöst. Das nicht parlamentarisch zustande gekommene Preußische Gemeindeverfassungsgesetz vom 15. Dezember 1933 vereinheitlichte – „bis ein Reichsgesetz demnächst eine grundlegende Reform der Gemeindeverfassung für das ganze Reich durchführt“ – das bis dahin in Preußen geltende unterschiedliche Kommunalrecht zum 1. Januar 1934 nach nationalsozialistischen Grundsätzen.
Die Deutsche Gemeindeordnung vom 30. Januar 1935 schuf eine zentralistische Regelung, die im gesamten Deutschen Reich galt und demokratische Elemente wie die Wahlen oder Abstimmungen im Gemeinderat abschaffte und die Stellung der NSDAP fest verankerte. Im Sinne der Einheit zwischen Partei und Staat leitete bei der Berufung und Abberufung des Bürgermeisters der Kreisleiter der NSDAP das Verfahren. Nach Beratung mit den Gemeinderäten schlug er dem Landrat des Kreises Pinneberg drei Bewerber vor. Die Position sollte ehrenamtlich für sechs Jahre besetzt werden. Zur Vertretung des Bürgermeisters standen diesem ebenfalls berufene Beigeordnete zur Seite, welche „die dauernde Fühlung der Verwaltung der Gemeinde mit allen Schichten der Bürgerschaft zu sichern“ hatten. Frauen waren nicht mehr zugelassen. Ihre Berufung erfolgte auf 6 Jahre durch den Beauftragten der NSDAP im Benehmen mit dem Bürgermeister. Dabei war auf nationale Zuverlässigkeit, Eignung und Leumund zu achten.
Am 4. Dezember 1945 wurde von der Britischen Militärregierung ein Bürgermeister eingesetzt und eine Gemeindevertretung mit 17 Mitgliedern ernannt.
Seit 1948 werden die Gemeindevertretungen nach den Vorgaben der Schleswig-Holsteinischen Gemeindeordnung und dem Gemeinde- und Kreiswahlgesetz gewählt.
Die durchgehende Konstante in der Schenefelder Parteienlandschaft stellt die SPD dar, die seit 1911 an allen demokratisch legitimierten Wahlen teilgenommen hat.

Das bürgerliche Lager hatte sich bereits in der Zeit der Weimarer Republik unter wechselnden Bezeichnungen immer wieder von Wahl zu Wahl neu konstituiert und in der Endphase vor 1933 mit der aufkommenden NS-Bewegung zusammengeschlossen. So verhinderte die Bildung einer Nationalen Einheitsliste zur Kommunalwahl 1933 eine eigenständige Kandidatur der NSDAP.

Nach dem Zweiten Weltkrieg setzte sich dieses Muster fort und unter bemerkenswerten personellen Kontinuitäten gruppierten sich bis 1966 zu jeder Wahl neue Parteien und spiegelten in kleinem Rahmen die wechselvolle Parteiengeschichte in Schleswig-Holstein wider. Erst durch die Neugründung der Schenefelder CDU im Jahre 1964 kam es auf diesem Gebiet zu einer dauerhaften Stetigkeit.
Zum 1. Juli 1972 wurden Schenefeld durch das Innenministerium Schleswig-Holstein die Stadtrechte verliehen. An diesem Tag konstituierte sich die bisherige Gemeindevertretung als Ratsversammlung neu.
1994 kam es durch die Gründung der STATT-Partei und 2003 durch die Schill-Partei zu einem Überschwappen von Parteigründungen in Hamburg nach Schenefeld.

## Parteien und Wählergemeinschaften seit 1946
- BfB: Wählergemeinschaft Bürger für Bürger
 * teilgenommen: 2013, 2018, 2023
- B’90/Grüne: Bündnis 90/Die Grünen
 * 1986 bis 2003: GASCH = Grüne Alternative Schenefeld
 * ab 2013: Bündnis 90/Die Grünen
- CDU: Christlich Demokratische Union Deutschlands
 * teilgenommen: 1946, 1948, seit 1966
- DW: Deutscher Wahlblock
 * 1951 gemeinsame Liste von CDU, FDP und DP (Deutsche Partei)
- FDP: Freie Demokratische Partei
 * teilgenommen: 1946, 1959, seit 1966
- FWS: Freie Wählervereinigung Schenefeld
 * teilgenommen: 1966 und 1970
- GPD = Gesamtdeutsche Partei
 * 1951: BHE = Bund der Heimatvertriebenen und Entrechteten
 * 1955: Gesamtdeutscher Block-BHE
 * 1959: GB/BHE = Gesamtdeutscher Block/Bund der Heimatvertriebenen und Entrechteten
 * 1962: GDP (BHE/DP) = Gesamtdeutsche Partei
 * 1966: GPD = Gesamtdeutsche Partei
- KPD: Kommunistische Partei Deutschlands
 * teilgenommen: 1933, 1946 bis 1955
- OfS: Offensive für Schenefeld
 * 2003: Partei Rechtsstaatlicher Offensive/PRO-Schill
 * 2008 bis 2018: OfS: Offensive für Schenefeld
- Sch.B.B.: Schenefelder Bürgerblock
 * teilgenommen: 1974
- SHW: Schleswig-Holsteinische Wählervereinigung
 * teilgenommen: 1951
- SPD: Sozialdemokratische Partei Deutschlands
 * teilgenommen: seit 1911
- STATT-Partei: STATT Partei
 * teilgenommen: 1994, 1998, 2003
- SW: Schenefelder Wählergemeinschaft
 * teilgenommen: 1962
- SWB: Schenefelder Wahlblock
 * 1955 Zusammenschluss von CDU, FDP, Gesamtdeutscher Block-BHE und SHB (Schleswig/Holstein Block)

## Mandate (seit 1946)
alle bei den jeweiligen Kommunalwahlen erworbenen Mandate

spätere Verschiebungen und Übertritte während der Wahlperiode sind nicht berücksichtigt
Fettdruck = stärkste Partei bei der jeweiligen Wahl
| Partei     | Gesamt | 1946 | 1948 | 1951 | 1955 | 1959 | 1962 | 1966 | 1970 | 1974 | 1978 | 1982 | 1986 | 1990 | 1994 | 1998 | 2003 | 2008 | 2013 | 2018 | 2023 |
| ---------- | ------ | ---- | ---- | ---- | ---- | ---- | ---- | ---- | ---- | ---- | ---- | ---- | ---- | ---- | ---- | ---- | ---- | ---- | ---- | ---- | ---- |
| SPD        | 187    | 10   | 8    | 4    | 9    | 9    | 8    | 9    | 13   | 9    | 11   | 11   | 12   | 12   | 12   | 12   | 9    | 11   | 9    | 7    | 8    |
| CDU        | 159    | 1    | 6    | DW   | SWB  |      |      | 10   | 12   | 14   | 12   | 14   | 11   | 10   | 9    | 9    | 14   | 10   | 8    | 7    | 12   |
| FDP        | 39     | 4    |      | DW   | SWB  | 7    |      | 1    | 2    | 5    | 4    | 3    | 1    | 2    | 0    | 0    | 2    | 3    | 1    | 1    | 3    |
| B’90/Grüne | 39     |      |      |      |      |      |      |      |      |      |      |      | 3    | 3    | 5    | 2    | 3    |      | 6    | 8    | 9    |
| STATT-P.   | 11     |      |      |      |      |      |      |      |      |      |      |      |      |      | 5    | 4    | 2    |      |      |      |      |
| SWB        | 10     |      |      |      | 10   |      |      |      |      |      |      |      |      |      |      |      |      |      |      |      |      |
| OfS        | 10     |      |      |      |      |      |      |      |      |      |      |      |      |      |      |      | 2    | 3    | 3    | 2    |      |
| SHW        | 9      |      |      | 9    |      |      |      |      |      |      |      |      |      |      |      |      |      |      |      |      |      |
| SW         | 9      |      |      |      |      |      | 9    |      |      |      |      |      |      |      |      |      |      |      |      |      |      |
| BfB        | 9      |      |      |      |      |      |      |      |      |      |      |      |      |      |      |      |      |      | 2    | 2    | 5    |
| BHE->GPD   | 8      |      |      | 3    | SWB  | 3    | 2    | 0    |      |      |      |      |      |      |      |      |      |      |      |      |      |
| FWS        | 3      |      |      |      |      |      |      | 3    | 0    |      |      |      |      |      |      |      |      |      |      |      |      |
| DW         | 1      |      |      | 1    |      |      |      |      |      |      |      |      |      |      |      |      |      |      |      |      |      |
| KPD        | 0      | 0    | 0    | 0    | 0    |      |      |      |      |      |      |      |      |      |      |      |      |      |      |      |      |
| DP         | -      |      |      | DW   | SWB  |      |      |      |      |      |      |      |      |      |      |      |      |      |      |      |      |

## Kommunalwahlen

### Ergebnis der Kommunalwahl vom 14. Mai 2023
- SPD: 8
- Grüne: 9
- WG-BfB: 5
- FDP: 3
- CDU: 12

Wahlberechtigte: 15.623
	
Wählende: 6.900
	
Wahlbeteiligung: 44,2 % (+ 6,2 %)

Ungültige Stimmen: 77

Gültige Stimmen: 6.823

Wahlsystem:

14 Wahlkreise

1 Kandidat pro Partei in jedem Wahlkreis

1 Stimme pro Wähler

Die CDU errang 3 Überhangmandate, dadurch erhielten die Grünen 3, die SPD 2 und die FDP und die BfB jeweils 1 Ausgleichsmandat. Somit erhöhte sich die Zahl der Abgeordneten von 27 auf 37.
37 Abgeordnete

14 direkt: 12 CDU – 1 Bündnis 90/Die Grünen – 1 SPD

23 über Liste: 8 Bündnis 90/Die Grünen – 7 SPD – 5 BfB – 3 FDP

| Partei                | Stimmen | Prozent | Sitze |
| --------------------- | ------- | ------- | ----- |
| CDU                   | 2.193   | 32,1 %  | 12    |
| Bündnis 90/Die Grünen | 1.632   | 23,9 %  | 9     |
| SPD                   | 1.474   | 21,6 %  | 8     |
| BfB                   | 1.045   | 15,3 %  | 5     |
| FDP                   | 479     | 7,0 %   | 3     |

### Ergebnis der Kommunalwahl vom 6. Mai 2018
- SPD: 7
- Grüne: 8
- WG-BfB: 2
- OfS: 2
- FDP: 1
- CDU: 7

Wahlberechtigte: 15.786

Wählende: 6.001

Wahlbeteiligung: 38,0 %

Ungültige Stimmen: 93

Gültige Stimmen: 5.908

Wahlsystem:

14 Wahlkreise

1 Kandidat pro Partei in jedem Wahlkreis

1 Stimme pro Wähler
27 Abgeordnete

14 direkt: 8 Bündnis 90/Die Grünen – 3 SPD – 3 CDU

13 über Liste: 4 SPD – 4 CDU – 2 OfS – 2 BfB – 1 FDP

| Partei                | Stimmen | Prozent | Sitze |
| --------------------- | ------- | ------- | ----- |
| Bündnis 90/Die Grünen | 1.670   | 28,3 %  | 8     |
| SPD                   | 1.597   | 27,0 %  | 7     |
| CDU                   | 1.561   | 26,4 %  | 7     |
| OfS                   | 475     | 8,0 %   | 2     |
| BfB                   | 345     | 5,8 %   | 2     |
| FDP                   | 260     | 4,4 %   | 1     |

Im November 2019 verließ ein Mitglied der Ratsversammlung die Fraktion von Bündnis 90/Die Grünen und schloss sich der umbenannten Fraktionsgemeinschaft Bürger für Bürger an.
Seitdem hatte die Fraktion von Bündnis 90/Die Grünen 7 Mandate
Zum März 2021 trat der Abgeordnete wieder aus der Fraktionsgemeinschaft aus und gehörte seitdem der Ratsversammlung als fraktionsloses Mitglied an.

Seitdem hieß die Fraktion der Wählergemeinschaft Bürger für Bürger wieder „Fraktion Bürger für Bürger-BfB“ und war wieder mit zwei Abgeordneten in der Ratsversammlung vertreten.

### Ergebnis der Kommunalwahl vom 26. Mai 2013
- SPD: 9
- Grüne: 6
- WG-BfB: 2
- OfS: 3
- FDP: 1
- CDU: 8

Wahlberechtigte: 15.372

Wählende: 6.108

Wahlbeteiligung: 39,7 %

Ungültige Stimmen: 79

Gültige Stimmen: 6.029
Wahlsystem:

14 Wahlkreise

1 Kandidat pro Partei in jedem Wahlkreis

1 Stimme pro Wähler
Die SPD errang ein Überhangmandat, dadurch erhielt die CDU ein Ausgleichsmandat. Somit erhöhte sich die Zahl der Abgeordneten von 27 auf 29
29 Abgeordnete

14 direkt: 9 SPD – 3 CDU – 2 Bündnis 90/Die Grünen

15 über Liste: 5 CDU – 4 Bündnis 90/Die Grünen – 3 OfS – 2 BfB – 1 FDP

| Partei                | Stimmen | Prozent | Sitze |
| --------------------- | ------- | ------- | ----- |
| SPD                   | 1.790   | 29,7 %  | 9     |
| CDU                   | 1.633   | 27,1 %  | 8     |
| Bündnis 90/Die Grünen | 1.344   | 22,3 %  | 6     |
| OfS                   | 587     | 9,7 %   | 3     |
| BfB                   | 377     | 6,3 %   | 2     |
| FDP                   | 298     | 4,9 %   | 1     |

Der FDP-Abgeordnete hatte sich vor der konstituierenden Sitzung der Ratsversammlung der CDU-Fraktion angeschlossen. Damit erhöhte sich deren Anzahl an Ratsmitgliedern auf 9.

### Ergebnis der Kommunalwahl vom 25. Mai 2008
- SPD: 11
- OfS: 3
- FDP: 3
- CDU: 10

Wahlberechtigte: 14.844

Gültige Stimmen: 5.892

Wahlbeteiligung: 39,7 %
Wahlsystem:

15 Wahlkreise

1 Kandidat pro Partei in jedem Wahlkreis

1 Stimme pro Wähler
27 Abgeordnete

14 direkt: 9 SPD – 6 CDU

13 über Liste: 2 SPD – 4 CDU – 3 FDP – 3 OfS

| Partei | Stimmen | Prozent | Sitze |
| ------ | ------- | ------- | ----- |
| SPD    | 2.346   | 39,8 %  | 11    |
| CDU    | 2.121   | 36,0 %  | 10    |
| FDP    | 801     | 13,6 %  | 3     |
| OfS    | 624     | 10,1 %  | 3     |

### Ergebnis der Kommunalwahl vom 2. März 2003
- SPD: 9
- Grüne: 3
- Statt: 2
- FDP: 2
- Schill: 3
- CDU: 14

Wahlsystem:

15 Wahlkreise

1 Kandidat pro Partei in jedem Wahlkreis

1 Stimme pro Wähler
Die CDU errang 2 Überhangmandate, dadurch erhielten die SPD, der GASCH und die FDP jeweils ein Ausgleichsmandat.

Somit erhöhte sich die Anzahl der Mitglieder der Ratsversammlung von 27 auf 32
32 Abgeordnete

15 direkt: 14 CDU – 1 SPD

17 über Liste: 8 SPD – 3 GASCH – 2 STATT – 2 Pro-Schill – 2 FDP

| Partei       | Stimmen | Prozent | Sitze |
| ------------ | ------- | ------- | ----- |
| CDU          | 2.816   | 41,2 %  | 14    |
| SPD          | 1.935   | 28,3 %  | 9     |
| GASCH        | 658     | 9,6 %   | 3     |
| STATT Partei | 539     | 7,9 %   | 2     |
| PRO-Schill   | 483     | 7,1 %   | 2     |
| FDP          | 410     | 6,0 %   | 2     |

Die Fraktion der PRO-Schill benannte sich während der Wahlperiode erst in Offensive D und schließlich in OfS = „Offensive für Schenefeld“ um.

Ein FDP-Mitglied verließ Partei und Fraktion und schloss sich der Offensive D an, woraufhin die FDP ihren Fraktionsstatus in der Ratsversammlung verlor.

### Ergebnis der Kommunalwahl vom 22. März 1998
- SPD: 12
- Grüne: 2
- Statt: 4
- CDU: 9

Wahlsystem:

15 Wahlkreise

1 Kandidat pro Partei in jedem Wahlkreis

1 Stimme pro Wähler
27 Abgeordnete

15 direkt: 12 SPD – 3 CDU

12 über Liste: 6 CDU – 4 STATT – 2 GASCH

| Partei       | Stimmen | Prozent | Sitze |
| ------------ | ------- | ------- | ----- |
| SPD          | 3.026   | 41,1 %  | 12    |
| CDU          | 2.288   | 31,1 %  | 9     |
| STATT Partei | 974     | 13,2 %  | 4     |
| GASCH        | 727     | 9,9 %   | 2     |
| FDP          | 343     | 4,7 %   |       |

### Ergebnis der Kommunalwahl am 20. März 1994
- SPD: 12
- Grüne: 5
- Statt: 5
- CDU: 9

Wahlsystem:

15 Wahlkreise

1 Kandidat pro Partei in jedem Wahlkreis

1 Stimme pro Wähler
Die SPD errang 2 Überhangmandate, dadurch erhielten die CDU und die GASCH jeweils ein Ausgleichsmandat.

Somit erhöhte sich die Anzahl der Mitglieder der Ratsversammlung von 27 auf 31
31 Abgeordnete

15 direkt: 12 SPD – 3 CDU

16 über Liste: 6 CDU – 5 STATT – 5 GASCH

| Partei       | Stimmen | Prozent | Sitze |
| ------------ | ------- | ------- | ----- |
| SPD          | 2.711   | 34,3 %  | 12    |
| CDU          | 2.263   | 28,6 %  | 9     |
| STATT Partei | 1.333   | 16,9 %  | 5     |
| GASCH        | 1.207   | 15,3 %  | 5     |
| FDP          | 386     | 4,9 %   |       |

### Ergebnis der Kommunalwahl am 25. März 1990
- SPD: 12
- Grüne: 3
- FDP: 2
- CDU: 10

Wahlsystem:

15 Wahlkreise

1 Kandidat pro Partei in jedem Wahlkreis

1 Stimme pro Wähler
27 Abgeordnete

15 direkt: 12 SPD – 3 CDU

12 über Liste: 7 CDU – 3 GASCH – 2 FDP

| Partei | Stimmen | Prozent | Sitze |
| ------ | ------- | ------- | ----- |
| SPD    | 3.387   | 43,4 %  | 12    |
| CDU    | 2.852   | 36,6 %  | 10    |
| GASCH  | 931     | 11,9 %  | 3     |
| FDP    | 627     | 8,0 %   | 2     |

### Ergebnis der Kommunalwahl am 2. März 1986
- SPD: 12
- Grüne: 3
- FDP: 1
- CDU: 11

Wahlsystem:

15 Wahlkreise

1 Kandidat pro Partei in jedem Wahlkreis

1 Stimme pro Wähler
27 Abgeordnete

15 direkt: 10 SPD – 5 CDU

12 über Liste: 2 SPD – 6 CDU – 3 GASCH – 1 FDP

| Partei | Stimmen | Prozent | Sitze |
| ------ | ------- | ------- | ----- |
| SPD    | 3.218   | 44,0 %  | 12    |
| CDU    | 2.924   | 40,0 %  | 11    |
| GASCH  | 800     | 10,9 %  | 3     |
| FDP    | 371     | 5,1 %   | 1     |

### Ergebnis der Kommunalwahl am 7. März 1982
- SPD: 11
- FDP: 3
- CDU: 14

Wahlsystem:

15 Wahlkreise

1 Kandidat pro Partei in jedem Wahlkreis

1 Stimme pro Wähler
Die CDU errang 1 Überhangmandat

Somit erhöhte sich die Anzahl der Mitglieder der Ratsversammlung von 27 auf 28
27 Abgeordnete

15 direkt: 14 CDU – 1 SPD

12 über Liste: 10 SPD – 3 FDP

| Partei | Stimmen | Prozent | Sitze |
| ------ | ------- | ------- | ----- |
| CDU    | 3.689   | 48,0 %  | 14    |
| SPD    | 2.977   | 38,7 %  | 11    |
| FDP    | 1.024   | 13,3 %  | 3     |

### Ergebnis der Kommunalwahl am 5. März 1978
- SPD: 11
- FDP: 4
- CDU: 12

Wahlsystem:

15 Wahlkreise

1 Kandidat pro Partei in jedem Wahlkreis

1 Stimme pro Wähler
27 Abgeordnete

15 direkt: 10 CDU – 5 SPD

12 über Liste: 2 CDU – 6 SPD – 4 FDP

| Partei | Stimmen | Prozent | Sitze |
| ------ | ------- | ------- | ----- |
| CDU    | 3.458   | 44,3 %  | 12    |
| SPD    | 3.148   | 40,3 %  | 11    |
| FDP    | 1.204   | 15,4 %  | 4     |

### Ergebnis der Kommunalwahl am 24. März 1974
- SPD: 9
- FDP: 5
- CDU: 14

Wahlsystem:

15 Wahlkreise

1 Kandidat pro Partei in jedem Wahlkreis

1 Stimme pro Wähler
Die CDU errang 1 Überhangmandat
Somit erhöhte sich die Anzahl der Mitglieder der Ratsversammlung von 27 auf 28

28 Abgeordnete

15 direkt: 14 CDU – 1 SPD

13 über Liste: 8 SPD – 5 FDP

| Partei   | Stimmen | Prozent | Sitze |
| -------- | ------- | ------- | ----- |
| CDU      | 3.978   | 48,3 %  | 14    |
| SPD      | 2.626   | 31,9 %  | 9     |
| FDP      | 1.444   | 17,5 %  | 5     |
| Sch.B.B. | 191     | 2,3 %   |       |

Sch.B.B. = Schenefelder Bürgerblock => rechte Bürgerliste, auf der offen Mitglieder der NPD kandidierten

### Ergebnis der Kommunalwahl am 26. April 1970
- SPD: 13
- FDP: 2
- CDU: 12

Wahlsystem:

15 Wahlkreise

1 Kandidat pro Partei in jedem Wahlkreis

1 Stimme pro Wähler
27 Abgeordnete

15 direkt: 11 SPD – 4 CDU

13 über Liste: 2 SPD – 8 CDU – 2 FDP

| Partei | Stimmen | Prozent | Sitze |
| ------ | ------- | ------- | ----- |
| SPD    | 3.275   | 47,1 %  | 13    |
| CDU    | 2.881   | 41,4 %  | 12    |
| FDP    | 475     | 6,8 %   | 2     |
| FWS    | 327     | 4,7 %   |       |

### Ergebnis der Kommunalwahl vom 13. März 1966
- SPD: 9
- FDP: 1
- FWS: 3
- CDU: 10

Wahlsystem:

12 Wahlkreise

1 Kandidat pro Partei in jedem Wahlkreis

1 Stimme pro Wähler
23 Abgeordnete

12 direkt: 9 CDU – 3 SPD

11 über Liste: 1 CDU – 6 SPD – 3 FWS – 1 FDP

| Partei | Stimmen | Prozent | Sitze |
| ------ | ------- | ------- | ----- |
| CDU    | 2.107   | 41,3 %  | 10    |
| SPD    | 1.883   | 36,9 %  | 9     |
| FWS    | 635     | 12,5 %  | 3     |
| FDP    | 342     | 6,7 %   | 1     |
| GPD    | 135     | 2,6 %   |       |

### Ergebnis der Kommunalwahl vom 11. März 1962
- SPD: 8
- SW: 9
- GDP: 3

Wahlsystem:

5 Wahlkreise

2 Kandidaten pro Partei in jedem Wahlkreis

2 Stimmen pro Wähler
19 Abgeordnete

10 direkt: 6 SW – 4 SPD

11 über Liste: 3 SW – 4 SPD – 2 GDP

| Partei         | Stimmen | Prozent | Sitze |
| -------------- | ------- | ------- | ----- |
| SW             | 3.223   | 45,7 %  | 9     |
| SPD            | 3.037   | 43,0 %  | 8     |
| GDP            | 683     | 9,7 %   | 2     |
| Einzelbewerber | 115     | 1,6 %   |       |

### Ergebnis der Kommunalwahl vom 25. Oktober 1959
- SPD: 9
- GB/BHE: 3
- FDP: 7

Wahlsystem:

5 Wahlkreise

2 Kandidaten pro Partei in jedem Wahlkreis

2 Stimmen pro Wähler
19 Abgeordnete

10 direkt: 6 SPD – 4 FDP

9 über Liste: 3 SPD – 3 FDP – 3 GB/BHE

| Partei | Stimmen | Prozent | Sitze |
| ------ | ------- | ------- | ----- |
| SPD    | 2.626   | 47,6 %  | 9     |
| FDP    | 2.099   | 38,0 %  | 7     |
| GB/BHE | 795     | 14,4 %  | 3     |

### Ergebnis der Kommunalwahl vom 25. April 1955
- SPD: 9
- SWB: 10
- KPD: 0

Wahlsystem:

5 Wahlkreise

2 Kandidaten pro Partei in jedem Wahlkreis

2 Stimmen pro Wähler
19 Abgeordnete

10 direkt: 7 SWB – 3 SPD

9 über Liste: 3 SWB – 6 SPD

| Partei         | Stimmen | Prozent | Sitze |
| -------------- | ------- | ------- | ----- |
| SWB            | 2.090   | 47,8 %  | 10    |
| SPD            | 2.073   | 47,7 %  | 9     |
| KPD            | 149     | 3,4 %   |       |
| Einzelbewerber | 61      | 1,4 %   |       |

### Ergebnis der Kommunalwahl vom 29. April 1951
- SPD: 4
- DW: 1
- SHW: 9
- BHE: 3

Wahlsystem:

3 Wahlkreise

4 Kandidierende pro Partei in den Wahlkreisen I und II

3 Kandidierende pro Partei im Wahlkreis III

4 oder 3 Stimmen pro Wähler
17 Abgeordnete

11 direkt: 7 SHW – 4 SPD

6 über Liste: 2 SHW – 3 BHE – 1 DW

| Partei | Stimmen | Prozent | Sitze |
| ------ | ------- | ------- | ----- |
| SHW    | 3.636   | 37,0 %  | 9     |
| SPD    | 2.597   | 26,4 %  | 4     |
| BHE    | 2.192   | 22,3 %  | 3     |
| DW     | 991     | 10,1 %  | 1     |
| KPD    | 408     | 4,2 %   |       |

Die SPD-Liste war vom Gemeindewahlausschuss aus formalen Gründen nicht zugelassen worden. Daher nahm die SPD nicht am Verhältnisausgleich teil und konnte nur ihre 4 direkt gewählten Abgeordneten in die Gemeindevertretung entsenden.

### Ergebnis der Kommunalwahl vom 24. Oktober 1948
- SPD: 8
- CDU: 6

Wahlsystem:

4 Wahlkreise

2 Kandidaten pro Partei in jedem Wahlkreis

2 Stimmen pro Wähler
14 Abgeordnete

8 direkt: 6 SPD – 2 CDU

6 über Liste: 2 SPD – 4 CDU

| Partei         | Stimmen | Prozent | Sitze |
| -------------- | ------- | ------- | ----- |
| SPD            | 1.977   | 50,2 %  | 8     |
| CDU            | 1.597   | 40,6 %  | 6     |
| KPD            | 244     | 6,2 %   |       |
| Einzelbewerber | 120     | 3,1 %   |       |

### Ergebnis der Kommunalwahl vom 15. September 1946
- SPD: 10
- FDP: 4
- CDU: 1

Wahlsystem:

2 Wahlkreise

6 Kandidaten pro Partei in jedem Wahlkreis

6 Stimmen pro Wähler
15 Abgeordnete

12 direkt: 9 SPD – 3 FDP

3 über Reserveliste: 1 SPD – 1 FDP – 1 CDU

| Partei         | Stimmen | Prozent | Sitze |
| -------------- | ------- | ------- | ----- |
| SPD            | 4.275   | 39,8 %  | 10    |
| FDP            | 2.409   | 22,4 %  | 4     |
| CDU            | 1.627   | 15,1 %  | 1     |
| KPD            | 1.370   | 12,8 %  |       |
| Einzelbewerber | 1.069   | 9,9 %   |       |

### Ernannte Gemeindevertretung vom 4. Dezember 1945
Am 4. Dezember 1945 wurde von der Britischen Militärregierung eine Gemeindevertretung mit 17 Mitgliedern ernannt.
Dieser gehörten zunächst 10 Vertreter der SPD, 3 der KPD und 4 parteilose Bürgerliche an.
Am 14. Januar 1946 rückt ein weiteres SPD-Mitglied für einen ausgeschiedenen KPD-Abgeordneten nach.

### Ergebnis der Kommunalwahl vom 12. März 1933
| Partei            | Stimmen | Prozent | Sitze |
| ----------------- | ------- | ------- | ----- |
| Nationale Einheit | 682     | 60,0 %  | 6     |
| SPD               | 344     | 30,3 %  | 3     |
| KPD               | 110     | 9,7 %   |       |

Am 7. Juli hob die Verordnung zur Sicherung der Staatsführung des Reichsinnenministers Frick sämtliche SPD-Abgeordnetenmandate im Reichstag, in den Landtagen und Gemeindeparlamenten auf.

### Ergebnis der Kommunalwahl vom 17. November 1929
| Partei                         | Stimmen | Prozent | Sitze |
| ------------------------------ | ------- | ------- | ----- |
| Bürgerliche Gemeinschaftsliste | 365     | 50,8 %  | 5     |
| SPD                            | 354     | 49,2 %  | 4     |

### Ergebnis der Kommunalwahl vom 4. Mai 1924
| Partei            | Stimmen | Prozent | Sitze |
| ----------------- | ------- | ------- | ----- |
| Bürgerliche Liste | 404     | 64,0 %  | 6     |
| SPD               | 227     | 36,0 %  | 3     |

### Ergebnis der Kommunalwahl vom 2. März 1919
| Partei            | Stimmen | Prozent | Sitze |
| ----------------- | ------- | ------- | ----- |
| SPD               | 303     | 59,8 %  | 6     |
| Bürgerliche Liste | 204     | 40,2 %  | 3     |

### Ergänzungswahlen vom 6. März 1913
1. Abteilung
| Kandidat       | Stimmen | gewählt |
| -------------- | ------- | ------- |
| Hinrich Schulz | ?       | X       |

2. Abteilung
| Kandidat        | Stimmen | gewählt |
| --------------- | ------- | ------- |
| Hermann Fechner | 14      | X       |
| Cord Ellerbrock | 11      |         |

3. Abteilung
| Kandidat          | Partei | Stimmen | gewählt |
| ----------------- | ------ | ------- | ------- |
| Franz Lüdemann    | SPD    | 55      | X       |
| Hinrich von Appen |        | 49      |         |

### Ergänzungswahlen vom 31. März 1911
1. Abteilung
| Kandidat | Stimmen | gewählt |
| -------- | ------- | ------- |
| J. Waitz | ?       | X       |

für den ausgeschiedenen Baumgarten wird J. Sagemann gewählt
2. Abteilung
| Kandidat            | Stimmen | gewählt |
| ------------------- | ------- | ------- |
| Heinrich Fuhlendorf | 19      | X       |
| ?                   | 8       |         |

3. Abteilung
| Kandidat         | Partei | Stimmen | gewählt |
| ---------------- | ------ | ------- | ------- |
| Hinrich Petersen | SPD    | 52      | X       |
| Hans Ellerbrock  |        | 45      |         |
| W. Hinsch        |        | 4       |         |

### Ergänzungswahl vom 4. März 1905
In der 1. Abteilung wird W. Timm, in der 2. Abteilung J. Sagemann und in der 3. Abteilung August Schürmann gewählt.

### Ergänzungswahl vom 6. März 1903
In der 1. Abteilung wird C.M. Brödermann, in der 2. Abteilung Martin Wittmark und in der 3. Abteilung E. von Appen gewählt.

### Ergänzungswahl vom 6. März 1901
In der 1. Abteilung wird J.H. Timm, in der 2. Abteilung Hans Ellerbrock und in der 3. Abteilung S.T. Peters gewählt.

### Ergänzungswahlen vom 2. März 1897
insgesamt 29 anwesende Wähler

In der 1. Abteilung wird M.C. Brödermann und in der 2. Abteilung Jochim Sagemann wiedergewählt.

3. Abteilung

| Kandidat       | Stimmen | gewählt |
| -------------- | ------- | ------- |
| Emil von Appen | ?       | X       |
| Hermann Waitz  | ?       |         |

### Ergänzungswahlen vom 5. März 1895
insgesamt 34 anwesende Wähler

Durch Los waren in der 1. Abteilung J.H. Timm, in der 2. Abteilung Hans Ellerbrock und in der 3. Abteilung J.H. von Appen ausgeschieden.

Alle drei wurden wiedergewählt, J.H von Appen und Hans Ellerbrock jedoch erst im zweiten Wahlgang.

### Wahlen zur erweiterten Gemeindevertretung vom 23. Februar 1894
1. Abteilung

3 anwesende Wähler
| Kandidat      | Stimmen | gewählt |
| ------------- | ------- | ------- |
| Jakob Waitz   | 2       | X       |
| Hermann Waitz | 1       |         |

2. Abteilung

6 anwesende Wähler
| Kandidat        | Stimmen | gewählt |                                      |
| --------------- | ------- | ------- | ------------------------------------ |
| Hans Ellerbrock | ?       | X       | als Ersatz für den Gemeindevorsteher |
| Jörg Groth      | ?       | X       | als drittes Mitglied der Abteilung   |

3. Abteilung

24 anwesende Wähler
| Kandidat        | Stimmen | gewählt |
| --------------- | ------- | ------- |
| Hermann Waitz   | 11      |         |
| Heinrich Groth  | 12      |         |
| August Schümann | 1       |         |

keiner der Kandidaten hatte die erforderliche Stimmenzahl von mindestens der Hälfte der abgegebenen Stimmen erreicht, daher wurde die Wahl der 3. Abteilung am 5. März 1894 wiederholt

42 anwesende Wähler
| Kandidat       | Stimmen | gewählt |
| -------------- | ------- | ------- |
| Hermann Waitz  | 25      | X       |
| Heinrich Groth | 17      |         |

### Wahlen zur Gemeindevertretung am 5. April 1893
1. Abteilung

3 anwesende Wähler
| Kandidat        | Stimmen | gewählt |
| --------------- | ------- | ------- |
| C.M. Brödermann | 3       | X       |
| J.H. Timm       | 2       | X       |

2. Abteilung

9 anwesende Wähler
| Kandidat          | Stimmen | gewählt |
| ----------------- | ------- | ------- |
| Johann Timmermann | 7       | X       |
| Jochim Sagemann   | 5       | X       |

3. Abteilung

22 anwesende Wähler
| Kandidat                | Stimmen | gewählt |
| ----------------------- | ------- | ------- |
| J.H. von Appen          | 17      | X       |
| H. Hoffmeister          | 16      | X       |
| Martin Wittmark         | 2       |         |
| drei weitere Kandidaten |         |         |

## Wahlsysteme

### Wahlstatut der Gemeinde Schenefeld vom 11. August 1875
Wahlberechtigt ist jeder Einwohner, der im Gemeindebezirk mit eigenem Haushalt und zugleich mit einem Wohnhaus angesessen ist, der das 21. Lebensjahr zurückgelegt und Armenunterstützung nicht empfangen hat. Ebenfalls wahlberechtigt sind Nichtschenefelder, die in Schenefeld ein Grundstück haben (Forensen), "auf welchem ein Gespann von 2 Pferden gehalten werden kann, oder auf welchem sich eine Fabrik oder eine andere gewerbliche Anlage befindet, deren Wert einem spannfähigen Grundstück gleichkommt.

Die Vertretung soll außer dem Gemeindevorsteher aus dem Besitzer des Hofes Friedrichshulde als ständigem Mitglied und 6 gewählten Gemeindeverordneten (je 2 pro Abteilung) bestehen.

Gewählt wird durch öffentliche Erklärung gegenüber dem Gemeindevorsteher, die Dritte Abteilung vorweg. Nach der Stimmabgabe muss der Wähler das Wahllokal verlassen. Diese Regelung bleibt bis 1919 gültig.

### Preußische Landgemeindeordnungfür die Provinz Schleswig-Holstein vom 3. Juli 1891
Wahlberechtigt zur Gemeindevertretung sind nur physische, männliche und selbstständige Personen, die das 24. Lebensjahr zurückgelegt haben. Sie müssen Angehörige des Deutschen Reiches sein, die bürgerlichen Ehrenrechte besitzen, seit einem Jahr in dem Gemeindebezirk ihren Wohnsitz haben, keine Armenunterstützung aus öffentlichen Mitteln empfangen haben und die auf sie entfallenen Gemeindeabgaben bezahlt haben. Außerdem müssen sie entweder ein Wohnhaus im Gemeindebezirk besitzen oder von ihrem gesamten innerhalb des Gemeindebezirkes gelegenen Grundbesitzes zu einem Jahresbetrag von mindestens 3 Mark an Grund- und Gebäudesteuern vom Staat veranlagt sein oder zu den Gemeindeabgaben nach einem Jahreseinkommen von mehr als 600 Mark herangezogen werden.
Juristischen Personen, Frauen sowie unselbstständigen Personen ist nur unter gewissen Voraussetzungen ein Stimmrecht eingeräumt, welches aber nicht in eigener Person, sondern nur durch Vertreter, die wahlberechtigt sind, ausgeübt werden darf. Den Forensen ist ebenfalls nach wie vor das Stimmrecht eingeräumt.

Väter und Söhne dürfen nicht gleichzeitig Gemeindevertreter sein, sind diese zugleich gewählt, wird nur der Vater als Gemeindevertreter zugelassen.

Es werden sechs Gemeindevertreter in 3 Abteilungen, nach Steuerkraft eingeteilt, auf die Zeit von 6 Jahren gewählt mit der Maßgabe, dass je 1 Vertreter in jeder Abteilung, die per Los bestimmt werden, nach drei Jahren ausscheidet. Eine sofortige Wiederwahl ist möglich.

Mindestens 6 der 9 Gemeindevertreter müssen Eingesessene der Gemeinde sein.

### Änderung des Schenefelder Wahlstatuts vom 10. Mai 1893
Die Gemeindeverordnetenversammlung besteht aus dem Gemeindevorsteher, seinem Stellvertreter und 9 Abgeordneten, also insgesamt 11 Mitgliedern.

Nach 2 Jahren scheiden 3, aus jeder Klasse einer, aus.

### Verordnung der preußischen Regierung über die Regelung des Gemeindewahlrechts vom 24. Januar 1919
Die Mitglieder der Gemeindevertretung werden in allgemeiner, unmittelbarer und geheimer Wahl nach den Grundsätzen der Verhältniswahl gewählt. Jeder Wähler hat eine Stimme, wahlberechtigt sind alle im Besitze der deutschen Reichsangehörigkeit befindlichen Männer und Frauen, welche das 20. Lebensjahr vollendet haben, im Gemeindebezirk seit sechs Monaten ihren Wohnsitz haben und im Besitz der bürgerlichen Ehrenrechte sind.

Die Schenefelder Gemeindevertretung besteht aus 9 Mitgliedern.

### Preußisches Gemeindeverfassungsgesetzvom 15. Dezember 1933
Dieses Gesetz vereinheitlichte – „bis ein Reichsgesetz demnächst eine grundlegende Reform der Gemeindeverfassung für das ganze Reich durchführt“ – das bisherige preußische Kommunalrecht nach nationalsozialistischen Grundsätzen.

Schenefeld führte nun die Bezeichnung Landgemeinde und wurde durch einen Gemeindeschulze geführt, der vom Landrat ernannt wurde. Dem Gemeindeleiter wurden „verdiente und erfahrene Bürger mit ihrem Rate zur Seite gestellt“. Deren Bezeichnung lautete in Landgemeinden „Gemeindeälteste“ und zu berufen waren:
- der oberste örtliche Leiter der NSDAP,
- der rangälteste Führer der Sturmabteilungen oder der Schutzstaffeln der NSDAP auf die Dauer ihres Amtes,
- sonstige erfahrene und verdiente Männer unter Berücksichtigung der Berufsstände, die die Gemeinde prägen,

auf die Dauer von 6 Jahren, wobei alle 2 Jahre ein Drittel auszuscheiden hatte.
Die Berufung der Gemeinderäte erfolgte durch die Aufsichtsbehörde auf Vorschlag des Gauleiters der NSDAP. Abstimmungen waren in diesem Gremium nicht mehr vorgesehen.

### Deutsche Gemeindeordnungvom 30. Januar 1935
Die Deutsche Gemeindeordnung schuf eine zentralistische Regelung, die im gesamten Deutschen Reich galt. Der nationalsozialistische Staat sah in ihr eines der grundlegenden Gesetze seines Regimes wie schon aus der Präambel („Auf dem von ihr bereiteten Boden wird sich der Neubau des Reiches vollenden.“) zu ersehen ist; daher wurden auch demokratische Elemente wie Wahlen zum Amt des Bürgermeisters oder Abstimmungen im Gemeinderat abgeschafft und die Stellung der NSDAP fest verankert.
Schenefeld führte nun die Bezeichnung Gemeinde.

Die Leiter der Gemeinden führten reichseinheitlich die Bezeichnung „Bürgermeister“ der nicht mehr gewählt, sondern berufen wurde.

Im Sinne der Einheit zwischen Partei und Staat leitete bei der Berufung und Abberufung des Bürgermeisters der Kreisleiter der NSDAP das Verfahren. Nach Beratung mit den Gemeinderäten schlug er dem Landrat des Kreises Pinneberg drei Bewerber vor, Frauen waren nicht zugelassen. Die Position sollte ehrenamtlich für sechs Jahre besetzt werden. Zur Vertretung des Bürgermeisters standen diesem ebenfalls berufene Beigeordnete zur Seite.
Einen gewählten Gemeinderat gab es nicht mehr. Vielmehr hatten Gemeinderäte „die dauernde Fühlung der Verwaltung der Gemeinde mit allen Schichten der Bürgerschaft zu sichern“. 

Ihre Berufung erfolgte auf 6 Jahre durch den Beauftragten der NSDAP im Benehmen mit dem Bürgermeister. Dabei war auf nationale Zuverlässigkeit, Eignung und Leumund zu achten. Es sollten Persönlichkeiten berücksichtigt werden, deren Wirkungskreis der Gemeinde ihre besondere Eigenart oder Bedeutung gab oder das gemeindliche Leben wesentlich beeinflusste.
Der Bürgermeister hatte wichtige Angelegenheiten der Gemeinde mit den Gemeinderäten zu beraten. Über den Inhalt der Beratung war eine Niederschrift aufzunehmen, in der abweichende Äußerungen der Gemeinderäte aufzunehmen waren. Abstimmungen fanden nicht statt.

### Die Verordnung Nr. 12 der britischen Militärregierung
Mit dieser Verordnung vom 15. September 1945 wurde die Bildung von politischen Parteien zugelassen, „um das Wachstum eines demokratischen Geistes in Deutschland zu fördern und um das Abhalten freier Wahlen an einem noch zu bestimmenden Zeitpunkt vorzubereiten“

### Revidierte Deutsche Gemeindeordnung im April und Mai 1946
In der britischen Besatzungszone wurde die deutsche Gemeindeordnung zwar formal nicht aufgehoben, durch mehrere Verordnungen im Frühjahr 1946 durch die britische Militärregierung allerdings wesentlich verändert. Es ergingen verfahrensrechtliche Vorschriften zur Vorbereitung und Durchführung von Wahlen in den Gemeinden, Ämtern und Kreisen.

Verordnung Nr. 21 vom 01.04.1946: Abänderung der Gemeindeordnung

Verordnung Nr. 26 vom 13.04.1946: Wahlbezirke

Verordnung Nr. 28 vom 30.04.1946: Registrierung der Wähler

Verordnung Nr. 31 vom 30.05.1946: Wahl v. Vertretern (Wählbarkeit), Wahltermine u. a.

Verordnung Nr. 32 vom 30.05.1946: Wahlverfahren

(Amtsblatt der Militär-Regierung S. 173 ff, S. 201 ff, S. 222 ff, S. 226 ff)

### Wahlsystem zur Kommunalwahl vom 15. September 1946
Das Wahlsystem für diese ersten kommunalen Wahlen stellte eine Kombination von Personen- und Verhältniswahl (relatives Mehrheitswahlrecht) nach britischem Vorbild dar.

Die Gemeindevertretung bestand aus 15 Mitgliedern, von denen 12 direkt in zwei Wahlkreisen gewählt worden. Die jeweils 6 bestplatzierten Bewerber in den beiden Wahlkreisen zogen direkt in das Ortsparlament ein. Die übrigen drei Sitze wurden aus sogenannten Reservelisten besetzt. Dabei wurde jeder Partei in einem „Reservestock“ die Stimmen gutgeschrieben, die jeder direkt gewählte Bewerber mehr hatte als der mit der höchsten Stimmenzahl durchgefallene Bewerber, ferner die Stimmen aller durchgefallenen Kandidaten. Aus diesen Stimmen und der Anzahl der aus der Reserveliste zu wählenden Vertreter wurde eine Quote berechnet und die Sitze entsprechend verteilt.
An der Wahl konnten sich Parteien, die eine Lizenz der Militärregierung erhalten hatten und unabhängige Bewerber beteiligen.
 Die Kandidaten mussten mindestens 25 Jahre alt sein und seit 18 Monaten im örtlichen Melderegister eingetragen sein. Außerdem durften sie nicht in ein Konkursverfahren verwickelt oder Berufsoffizier oder Mitglied einer NS-Organisation gewesen sein.

Wahlberechtigt waren alle mindestens 21 Jahre alten Personen mit deutscher Staatsangehörigkeit und am 12. Mai 1946 mindestens drei Monate im Melderegister eingetragen waren, sofern sie nicht eine führende Funktion in einer NS-Organisation innegehabt hatten, vor dem 1. März 1933 Mitglied der NSDAP gewesen waren oder vom Entnazifizierungsausschuss als Hauptschuldiger, Schuldiger oder Minderbelasteter eingeteilt wurden. Dadurch war nur etwas mehr als die Hälfte der Wohnbevölkerung wahlberechtigt.
Auch Geflüchtete aus den deutschen Ostgebieten waren als Kandidat und häufig auch vom Wahlrecht ausgeschlossen.
Ursprünglich war die jährliche Wiederwahl eines Drittels der Vertreter vorgesehen.

### Gemeinde- und Kreiswahlgesetz des Landes Schleswig-Holstein (GKWG) von 1948
Nach der Bildung des Landes Schleswig-Holstein und Verabschiedung des Landeswahlgesetzes vom 31.01.1947 als eigenständiges deutsches Wahlrecht wurden die Wahlangelegenheiten durch die Verordnung der Militärregierung Nr. 81 förmlich auf die deutsche Gesetzgebung und Verwaltung übertragen. In Schleswig-Holstein wurde ein „Mischwahlsystem“ – relative Mehrheitswahl mit
Verhältnisausgleich - eingeführt. Für die Verteilung der Sitze aus den Listen galt (bis 1955) eine Sperrklausel von 10 %.
Die für 1947 vorgesehene Ergänzungswahl eines Drittels der Vertreter in den Gemeinden und Kreisen wurde ausgesetzt und statt dessen Neuwahlen aller kommunalen Vertretungen bis zum 31.12.1948 angeordnet.
Dazu verabschiedete der Schleswig-Holsteinische Landtag am 15.06.1948 das erste Gemeinde- und Kreiswahlgesetz, das sich grundsätzlich an das Wahlsystem des Landeswahlgesetzes von 1947 anlehnte. Das Gesetz ging von folgenden Grundgedanken aus:
- Einheitliches Wahlrecht für die Gemeinden und Gemeindeverbände
- Mehrheitswahl mit Verhältnisausgleich
- 4 jährige Wahlzeit ohne jährliche Ergänzungswahlen
- Kollegiale Gliederung der wahlleitenden Organe (Wahlvorstand und Wahlausschüsse)
- Öffentlichkeit der Wahlhandlung und der Stimmenauszählung
- Möglichkeit der umfassenden verwaltungsgerichtlichen Nachprüfung des Wahlverfahrens.

Die Schenefelder Gemeindevertretung bestand aus 14 Abgeordneten, von denen 8 direkt in 4 Wahlkreisen gewählt worden (jeweils 2 pro Wahlkreis) und 6 über einen Verhältnisausgleich bestimmt wurden.

Dieser wurde dadurch berechnet, dass die nicht verbrauchten Stimmen, das heißt die Stimmen der durchgefallenen Bewerber (Reststimmen) und die Stimmen der erfolgreichen Bewerber, die sie mehr als der erfolglose Kandidat mit der höchsten Stimmenzahl erzielt haben (Überstimmen), zur Grundlage einer anteilsmäßigen Verteilung der Sitze anhand von Listen, die die Parteien eingereicht hatten, genommen werden. An dem Verhältnisausgleich nahmen aber nur solche Parteien teil, die im Wahlgebiet mindestens ein Direktmandat oder 10 % der gültigen Stimmen erhalten hatten. Für die Verteilung der Listensitze wurde erstmals das D’Hondt-Höchstzahlverfahren angewendet. Bei dieser Wahl war es möglich, dass die Parteien noch Bewerber nachnominieren konnten, sofern sie mehr unmittelbare Sitze gewonnen hatten als gemeldete Bewerber auf ihrer Liste vorhanden waren.
Die Meldefrist für die Wählbarkeit wurde auf sechs Monate herabgesetzt. Damit verfügten auch die meisten Flüchtlinge oder Vertriebenen über die Voraussetzung sich als Kandidat aufstellen zu lassen. Die vom Entnazifizierungsausschuss in die Kategorien 1 bis 4 (Hauptschuldiger, Schuldiger, Minderbelasteter und Mitläufer) Eingestuften durften sich weiterhin nicht als Kandidat bewerben.
Die Zahl der Wahlberechtigten hatte sich im Vergleich zur Wahl von 1946 kräftig erhöht. Neben den jetzt wahlberechtigten Geflüchteten waren die aufgrund ihrer politischen Belastung zuvor noch Ausgeschlossenen nunmehr wahlberechtigt geworden.

### Gemeinde- und Kreiswahlgesetz des Landes Schleswig-Holstein (GKWG) von 1951
Auch die zweite Wahlperiode der kommunalen Vertretungen war kürzer als im Wahlgesetz vorgesehen. Auf Drängen des BHE (Block der Heimatvertriebenen und Entrechteten) der bei der Landtagswahl 1950 zweitstärkste Partei geworden war und sich auch an der Landesregierung beteiligte, wurden die Ortsparlamente vorzeitig aufgelöst und Neuwahlen für den 29. April 1951 ausgeschrieben.
Das aktive Wahlrecht wurde auf die den deutschen Staatsangehörigen gleichgestellten volksdeutschen Flüchtlingen gemäß Artikel 116 (1) des Grundgesetzes ausgedehnt.

Es ruhte nur noch bei den Personen, die im Entnazifizierungsverfahren in die Gruppen 1 und 2 (Hauptschuldiger und Schuldiger) eingeteilt worden waren.
Dazu wurde die Anzahl der Gemeindevertreter erhöht und auf eine ungerade Zahl festgesetzt.

In Schenefeld wurde die Gemeindevertretung auf 17 Mitglieder aufgestockt, 3 Wahlkreise gebildet in denen 4 (Wahlkreise 1 und 2)  und 3 (Wahlkreis 3) Abgeordnete direkt und weiterhin 6 über den Verhältnisausgleich gewählt wurden.

### Gemeinde- und Kreiswahlgesetz des Landes Schleswig-Holstein (GKWG) von 1955
Der Verhältnisausgleich zwischen den Parteien wurde von Teilproporz auf Vollproporz unter Belassung etwaiger Mehrsitze umgestellt und so den damaligen Regelungen bei den schleswig-holsteinischen Landtagswahlen und Bundestagswahlen angepasst.
Es wurden nun alle abgegebenen Stimmen zur Ermittlung des Wahlergebnisses und der Gesamtsitzzahl berücksichtigt und nicht, wie zuvor, nur die Stimmen der nicht direkt gewählten Bewerber.
An der Sitzverteilung nahmen nur Parteien teil, die mindestens ein Direktmandat errungen hatten oder 5 %, anstatt bislang 10 %, der gültigen Stimmen erhalten hatten. Die Sperrklausel wurde demnach halbiert.

### Gemeinde- und Kreiswahlgesetz des Landes Schleswig-Holstein (GKWG) von 1959
Auf kommunaler Ebene in Schleswig-Holstein hatte sich die Praxis herausgebildet, dass sich insbesondere bürgerliche und konservative Parteien bei der Aufstellung von Direktkandidaten in den Wahlkreisen absprachen und nicht gegeneinander kandidierten, zur Kommunalwahl gemeinsame Listenvorschläge einbrachten oder sich zu einem gemeinsamen Wahlvorschlag zusammenschlossen. In Schenefeld war es 1951 zur Bildung des DW (Deutscher Wahlblock) gekommen, einer gemeinsamen Liste von CDU, FDP und DP (Deutsche Partei) und 1955 zum Zusammenschluss von CDU, FDP, Gesamtdeutscher Block-BHE und SHB (Schleswig/Holstein Block) zum (SWB) Schenefelder Wahlblock.

Zur Kommunalwahl 1959 durften nur noch politische Parteien im Sinne des Artikels 21 Grundgesetz am Verhältnisausgleich von Listenwahlvorschlägen teilnehmen, während Wählergruppen (sog. Rathausparteien), Parteienbündnisse oder Zusammenschlüsse von diesem Listenprivileg ausgeschlossen und wie Einzelbewerber behandelt wurden. Der schleswig-holsteinische Landtag kam zu dieser Entscheidung, weil nach mehreren Urteilen des Bundesverfassungsgerichtes in den Gemeinden und Kreisen eine politische Willensbildung im Sinne des Art. 21 GG nicht stattfindet und damit reine Kommunalparteien oder entsprechende Bündnisse nicht als Parteien im Sinne des Grundgesetzes anzusehen sind. Da die Festlegung des Parteienbegriffes der ausschließlichen Gesetzgebung des Bundes unterliegen würden, konnte der Landesgesetzgeber nach seiner Auffassung diesen für Kommunalwahlen nicht im abweichenden Sinne bestimmen.

Es gab allerdings die Möglichkeit unterschiedliche Listen miteinander zu verbinden, um so eine günstigere Berechnung der Gesamtsitze zu erreichen.
Weiterhin wurde erstmal bei einer Kommunalwahl in Schleswig-Holstein in Anlehnung an der Bundestagswahl die Briefwahl zugelassen. Die Wahlberechtigten konnten also ihre Stimme nicht nur innerhalb des Wahlgebietes mit einem Wahlschein abgeben, sondern auch von außerhalb oder vor dem Wahltag. Gegenüber heutigen Bestimmungen war die Briefwahl allerdings noch sehr erschwert, da die Unterlagen nur auf besonderem Antrag mit Begründung ausgegeben wurden. Der Anteil der der Briefwähler an allen abgegebenen Stimmen lag damals auch nur bei knapp 3 %.

### Gemeinde- und Kreiswahlgesetz des Landes Schleswig-Holstein (GKWG) von 1961
Die Wahlperiode der kommunalen Vertretungen wurde wieder einmal verkürzt. Die Kommunalwahl vom 25.10.1959 wurde vom Bundesverfassungsgericht am 30.05.1961 für verfassungswidrig und nichtig erklärt. Auslöser für die Beschwerde war die
Regelung, dass nur politische Parteien Listenwahlvorschläge einreichen durften, nicht aber freie Wählervereinigungen (sogen. „Rathausparteien“). Diese Bestimmung wertete das Gericht als Verletzung des Gleichheitsgrundsatzes der Wahl. Die gewählten Vertreterinnen und Vertreter blieben durch Sonderregelung bis zur angeordneten Neuwahl im Amt.

Die sich daraus ergebende Änderung des Wahlgesetzes führt zur Aufhebung des Listenprivilegs für politische Parteien und Einbeziehung von allen Listenvorschlägen in den Verhältnisausgleich und zur künftigen Unzulässigkeit von Listenverbindungen.
Außerdem wurde der Beginn der der Wahlperiode vom 1. November auf den 1. April verlegt. Die Wahlen mussten daher im letzten Märzmonat der Wahlzeit stattfinden. Diese Veränderung war die Folge der Verschiebung des kommunalen Haushaltsjahres auf das Kalenderjahr. Zuvor hatte die Finanzperiode vom 1. April bis zum 31. März gedauert und war in Wahljahren mit den Wahlkampf kollidiert.

### Gemeinde- und Kreiswahlgesetz des Landes Schleswig-Holstein (GKWG) von 1965
Durch Überhangmandate kann es zu der Situation kommen, dass der Wählerwille nicht mehr korrekt abgebildet wird und eine Partei eine Mehrheit der Mandate erhält, obwohl sie keine Mehrheit der abgegebenen Stimmen errungen hat. Seit der Kommunalwahl am 13. März 1966 werden die Mehrsitze durch zusätzliche Mandate so weit ausgeglichen, bis die Mehrheitsverhältnisse des Wahlergebnisses wieder abgebildet werden.

### Änderung zur Kommunalwahl 1970
Das aktive Wahlrecht wurde von 21 auf 18 Jahre abgesenkt und das Alter für die Wählbarkeit von 25 auf 23 Jahre. Seit 1974 ist  die Wählbarkeit an die Volljährigkeit gebunden.

### Änderung zur Kommunalwahl 1998
- Verlängerung der Wahlperiode auf 5 Jahre

- Senkung der Altersgrenze für das aktive Wahlrecht auf 16 Jahre

- Einführung des Wahlrechts für Angehörige der Mitgliedstaaten der Europäischen Union (Unionsbürgerwahlrecht)

### Änderungen zur Kommunalwahl 2008
Am 13. Februar 2008 erklärte das Bundesverfassungsgericht in einem Organstreitverfahren der schleswig-holsteinischen Landesverbände der Parteien GRÜNE und DIE LINKE gegen die 5-Prozent-Hürde im Kommunalwahlgesetz des Bundeslandes diese für verfassungswidrig. Der Schleswig-Holsteinische Landtag strich daraufhin am 29. Februar 2008 die Sperrklausel bei Kommunalwahlen.
Die Wahlkämpfe fanden seit 1962 jeweils im März statt, was bei Kommunalpolitkern aufgrund des wechselhaften und nasskalten Witterung unbeliebt war.

Daher wurde der Beginn der Wahlperiode auf den 1. Juni verlegt, was einen Wahltermin im Mai und einen Wahlkampf im Frühjahr mit sich brachte.

### Änderungen zur Kommunalwahl 2013
Bis zur Kommunalwahl 2008 wurde die Zuteilung der Mandate nach dem D’Hondt-Verfahren vorgenommen, seit 2013 nach dem Sainte-Laguë-Verfahren.

### Gemeindeordnung für Schleswig-Holstein (GO) und Gemeinde- und Kreiswahlgesetz des Landes Schleswig-Holstein (GKWG)
Das Gesetz über die Wahlen in den Gemeinden und Kreisen in Schleswig-Holstein regelt umfassend die Wahlen zu den Gemeinde- beziehungsweise Stadtvertretungen und zu den Kreistagen. Der Regelungsbereich umfasst unter anderem Vorschriften zum Wahlsystem, zu den Wahlorganen, Wahlkreisen, zur Vorbereitung der Wahl, zur Wahlhandlung, zur Feststellung des Wahlergebnisses und zur Wahlprüfung sowie zum Ausscheiden und Nachrücken. Außerdem wird der rechtliche Rahmen für die Wahl hauptamtlicher Bürgermeister gegeben.

Bei der Wahl gilt ein System der „personalisierten Verhältniswahl“. Die Zahl der Sitze wird dazu unterteilt in Sitze der „unmittelbaren Vertreter“ und Sitze der „Listenvertreter“. Je nach Größe der Gemeinde ist die Zahl der Sitze und die Aufteilung in „unmittelbare Vertreter“ und „Listenvertreter“ festgelegt.